# Plazomicina
La plazomicina, que es vendida bajo varias marcas incluyendo  Zemdri, es un antibiótico aminoglucósido utilizado para tratar infecciones complicadas del tracto urinario .  A partir de 2019 se recomienda solo para aquellas personas en quienes las alternativas no son una opción.  Este medicamento se administra mediante inyección en una vena . 
Los efectos secundarios de este medicamento incluyen problemas renales, diarrea, náuseas y cambios en la presión arterial;  otros efectos secundarios graves incluyen pérdida de audición, diarrea asociada a Clostridium difficile, anafilaxia y debilidad muscular.  El uso de este medicamento durante el embarazo puede dañar al bebé.  La plazomicina actúa disminuyendo la capacidad de las bacterias para producir proteínas. 
Este medicamento fue aprobada para uso médico en los Estados Unidos en 2018.   Está en la Lista de Medicamentos Esenciales de la Organización Mundial de la Salud .  El precio de 10 días de tratamiento en Estados Unidos cuesta alrededor de $6.600 dólares estadounidenses. 